# Bergslagsbibblan
Bergslagsbibblan är ett samarbete mellan folkbiblioteken i de fyra kommunerna i norra delen av Örebro län. Följande enheter ingår:  

## Nora kommun
- Nora bibliotek

## Lindesbergs kommun
- Lindesbergs stadsbibliotek
- Frövi bibliotek
- Storå bibliotek
- Fellingsbro bibliotek
- Lindesbergs biblioteksbuss[1]

## Hällefors kommun
- Hällefors bibliotek
- Grythyttans bibliotek

## Ljusnarsbergs kommun
- Ljusnarsbergs bibliotek

Bergslagsbibblan lanserades den 15 februari 2016 som ett samarbete mellan Nora kommun och Lindesbergs kommun. I september 2021 anslöt även Ljusnarsbergs kommun och Hällefors kommun till Bergslagsbibblan
Samarbetet innefattar en gemensam bibliotekswebb, en gemensam mediekatalog och samarbete kring e-medier. Samma lånekort gäller på samtliga bibliotek som ingår i Bergslagsbibblan och bibliotekets användare kan låna och lämna tillbaka på valfritt bibliotek som ingår i samarbetet. Den gröna stenen i webbplatsens sidhuvud föreställer bergslagssten.